# William Henry Powell
William Henry Powell (ur. 14 lutego 1823 w Nowym Jorku, zm. 6 października 1879 tamże) – amerykański artysta malarz.
Najbardziej znany z obrazu Battle of Lake Erie, którego kopie znajdują się w siedzibie władz stanowych Ohio i na Kapitolu w Waszyngtonie. Inne znane dzieło Powella – Discovery of the Mississippi by De Soto A.D. 1541 – znajduje się w Rotundzie Kapitolińskiej.

## Działalność
William Henry Powell studiował w Nowym Jorku pod kierunkiem Henry’ego Inmana. W roku 1847, już jako znany artysta, otrzymał zamówienie Kongresu Stanów Zjednoczonych na namalowanie ostatniego wielkiego obrazu historycznego, jaki miałby zdobić Rotundę Kapitolińską. Powell uznał, że najlepszym tematem obrazu będzie odkrycie rzeki Missisipi przez Hernanda de Soto. Prace rozpoczął w roku 1848, a dzieło ukończył w 1853. Dobre przyjęcie przez opinię publiczną skłoniło legislaturę stanu Ohio do zamówienia u Powella obrazu przedstawiającego zwycięstwo komandora Olivera H. Perry'ego odniesione na jeziorze Erie podczas wojny z Wielką Bytanią w roku 1812. Podczas malowania artysta sportretował współczesnych mu marynarzy US Navy.
W rezultacie powstał jeszcze bardziej popularny niż Odkrycie Missisipi obraz zatytułowany Perry’s Victory on Lake Erie. Dzieło zebrało tyle pochlebnych recenzji, że Kongres zdecydował się poprosić Powella o namalowanie kopii dla ozdobienia północnej klatki schodowej budynku Kapitolu w stolicy USA. By stworzyć to płótno, a miało być większe od oryginału z Ohio, artysta wynajął obszerne studio w Waszyngtonie. Zostało ukończone w 1873 roku.
William Henry Powell zmarł sześć lat później. Był członkiem Narodowej Akademii Sztuki.

## Wybrane prace

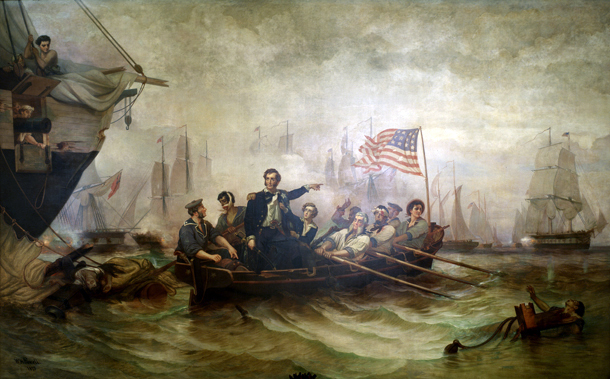
Obraz Battle of Lake Erie – większa wersja z Kapitolu
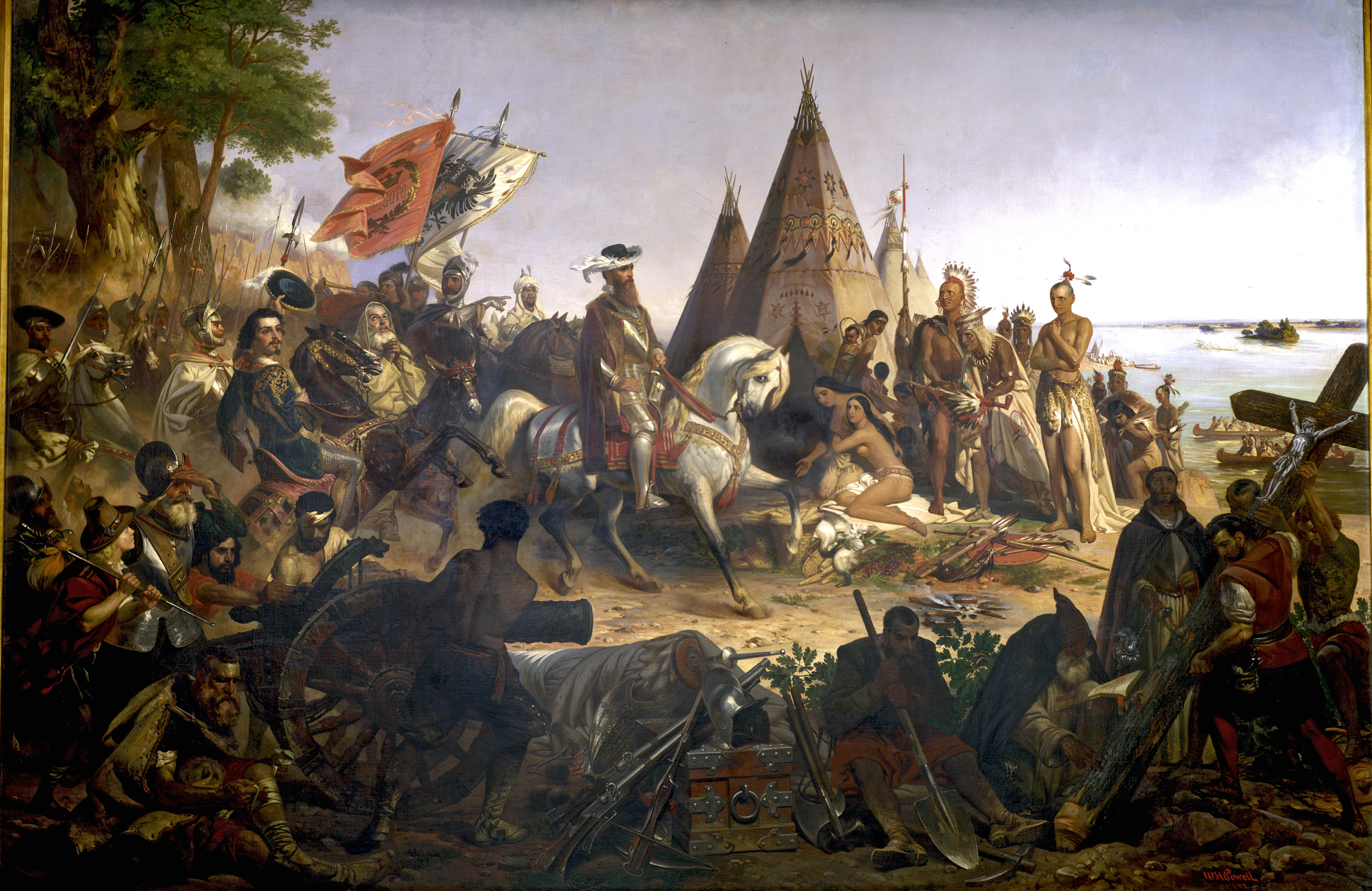
Odkrycie Missisipi przez De Soto w roku 1541
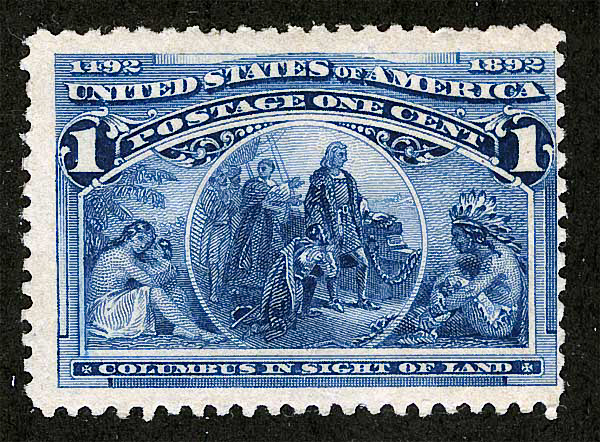
Kolumb dostrzega nowy ląd – znaczek z 1892 roku